# PTT Pattaya Open 2012
Il PTT Pattaya Open 2012 è stato un torneo femminile di tennis giocato sul cemento. È  stata la 21ª edizione del PTT Pattaya Open (formalmente conosciuto come Pattaya Women's Open) che ha fatto parte della categoria International nell'ambito del WTA Tour 2012. Si è giocato al Dusit Thani Hotel di Pattaya in Thailandia dal 5 al 12 febbraio 2012.

## Partecipanti

### Teste di serie
| Nazionalità | Giocatrice         | Ranking* | Testa di serie |
| ----------- | ------------------ | -------- | -------------- |
| Russia      | Vera Zvonarëva     | 8        | 1              |
| Slovacchia  | Dominika Cibulková | 16       | 2              |
| Slovacchia  | Daniela Hantuchová | 20       | 3              |
| Russia      | Marija Kirilenko   | 26       | 4              |
| Cina        | Zheng Jie          | 35       | 5              |
| Kazakistan  | Galina Voskoboeva  | 46       | 6              |
| Romania     | Sorana Cîrstea     | 54       | 7              |
| Stati Uniti | Vania King         | 59       | 8              |

- 1 * Ranking al 30 gennaio 2012.

### Altre partecipanti
Giocatrici che hanno ricevuto una Wild card:
- Nicha Lertpitaksinchai
- Noppawan Lertcheewakarn

Giocatrici passate dalle qualificazioni:

- Kai-chen Chang
- Yimiao Zhou
- Hsieh Su-wei
- Varatchaya Wongteanchai

## Campionesse

### Singolare
Daniela Hantuchová ha battuto  Marija Kirilenko per 6(4)–7, 6-3, 6-3.
- È il quinto titolo in carriera per Daniela Hantuchová.

### Doppio
Sania Mirza /  Anastasija Rodionova hanno sconfitto in finale  Chan Hao-ching /  Chan Yung-jan per 3-6, 6-1, [10-8].